# HMS Locust (T28)
«Лоукест» (англ. HMS Locust) — представник річкових канонерських човнів типу «Дрегонфлай» Королівського флоту. Кораблі цього типу носили назви різних комах, зокрема «Лоукест» — сарана. Спущений на воду 28 вересня 1939 та включений до складу 17 травня 1940, корабель уцілів під час Другої світової війни, попри те, що кілька разів зазнавав серйозних ушкоджень.

## Служба
Створений для служби на для ріці Янцзи, канонерський човен був оснащений двома 4-дюймовими гарматами на носі і кормі, двома 3-фунтовими по бортах та 3,5-дюймовою гаубицею, а також багатоствольною зенітною автоматичною гарматою калібром 40 мм. Корабель мав плоске дно та три стерна, для полегшення маневрування у річкових водах.
Він брав участь у евакуації з Дюнкерка, під час якої зазнав нападу німецької авіації та евакуював 1000 військовослужбовців.
«Лоукест» відіграв визначну роль в операції «Ювілей» — рейді на Дьєпп у серпні 1942 року, у якій канонерський човен був частиною «Сил ізоляції», які мали захопити баржі та траулери і відбуксирувати їх до Англії. Він перевіз близько 200 Командос Королівської морської піхоти.
«Лоукест» брав участь в операції «Оверлорд», під час якої отримав влучання снаряду.

## Подальша доля
Канонерський човен знаходився у резерві з 1946 до 1951 рік, коли його перетворили на навчальний корабель для Резерву Флоту. Експлуатувався до 1968 року і був проданий 24 травня 1968 року на злам. Корабель розібрали у Ньюпорті.